# Udenrigsministeriet
 Denne artikel omhandler Danmarks udenrigsministerium. For udenrigsministerier i almindelighed, se Udenrigsministerium.
Udenrigsministeriet (færøsk: Uttanríkisráðið, grønlandsk: Nunanut Allanut Ministereqarfik) er et ministerium under Danmarks regering, der varetager hele Rigsfællesskabets udenrigspolitik, europapolitik, udviklingspolitik, sikkerhedspolitik, handelspolitik og folkeretlige opgaver i forhold til omverdenen. Ministeriet beskæftiger 1.350 ansatte, hvoraf de 500 er udstationeret i udlandet. Det årlige budget fastlægges i finansloven og er på ca. 1,5 mia. kr.
Ministeriets opgave er gennem aktivt og engageret diplomati at arbejde for Danmarks interesser og værdier i forhold til omverdenen på en måde, der fremmer danskernes frihed, tryghed og velstand samt en mere fredelig og retfærdig verden med udvikling og økonomisk vækst for alle.
Det nuværende udenrigsministerium afløste i 1848 Departementet for de Udenlandske Anliggender, der formelt var oprettet som selvstændigt regeringsorgan ved kongelig kabinetsordre af 24. december 1770. Denne dato anses derfor som ministeriets grundlæggelsesdato. Ifølge Udenrigsloven udgør Udenrigsministeriet i København sammen med de diplomatiske og konsulære repræsentationer (78 ambassader samt en række missioner og konsulater) en fælles tjeneste, kaldet Udenrigstjenesten. Udover repræsentationerne har handelskontorerne siden 2000 hørt under Udenrigsministeriet. Handelskontorerne bistår danske virksomheder på eksportmarkedet (se Danmarks Eksportråd).
Skønt der er tale om ét ministerium, betjener dets ansatte pr. august 2024 tre ministre; udenrigsministeren, europaministeren og ministeren for nordisk samarbejde. Den øverste embedsmand er departementschefen. I ministeriets øverste ledelse indgår endvidere fire direktører.

## Departementschefer
- Jeppe Tranholm-Mikkelsen 2022 -
- Lars Gert Lose 2019 - 2022
- Ulrik Vestergaard Knudsen 2013 - 2018
- Claus Grube 2009-2013
- Nils Svenningsen[2] 1951 - 1961
- Nils Svenningsen 1941 -

## Rolle i olie-for-mad-skandale
I 2007 havde Bagmandspolitiet gennem halvandet år forsøgt at afhøre medarbejdere ved Udenrigsministeriet i forbindelse med den verdensomspændende olie-for-mad-skandale der foregik i Irak under Saddam Hussein.
Ydermere nægtede Udenrigsministeriet at udlevere papirer som politiet ønskede.
Juraprofessoren Lars Bo Langsted betegnede situationen som "overordentlig uheldig".
En undersøgelse har vist at 2.200 virksomheder og enkeltpersoner har betalt bestikkelse.
I juli 2007 indvilgede Udenrigsministeriet i at svare skriftligt på spørgsmål, men efter massiv kritik udtalte udenrigsminister Per Stig Møller at bagmandspolitiet kunne komme til at "tale" med medarbejderne hvis bagmandpolitiet ikke var tilfredse med de skriftlige svar.